# Jens Adolf Jerichau (maler)
 For alternative betydninger, se Jens Adolf Jerichau. (Se også artikler, som begynder med Jens Adolf Jerichau)
Emil Jens Baumann Adolf Jerichau, kendt som J.A. Jerichau (12. december 1890 i Roskilde – 16. august 1916 i Paris) var en dansk maler, søn af maleren Holger H. Jerichau.
Han begik i 1916 selvmord i Paris, hvor han skød sig selv. Der gik imidlertid fem år, før han kunne begraves.
Han er begravet på Hørsholm Kirkegård.

## Ekstern henvisning
- Jens Adolf Jerichau på Kunstindeks Danmark/Weilbachs Kunstnerleksikon
- http://www.kavalerboligerne.dk/index.php/beboere/1890-1916